# Žvan
Žvan (makedonska: Жван) är en ort i Nordmakedonien. Den ligger i kommunen Demir Hisar, i den sydvästra delen av landet, 80 kilometer söder om huvudstaden Skopje. Žvan ligger 662 meter över havet och antalet invånare är 699.